# أليو داربو
أليو داربو (مواليد 3 أغسطس 1992 ) في السويد هو لاعب كرة قدم غامبي.

## وصلات خارجية
أليو داربو على موقع الاتحاد الدولي (مؤرشف)  (الإنجليزية)
- أليو داربو على موقع قاعدة بيانات كرة القدم.إي يو (الإنجليزية)
- أليو داربو على موقع Soccerway.com (الإنجليزية)
- أليو داربو على موقع AS.com (الإسبانية)